# دیابلو (واشینگتن)
دیابلو (به انگلیسی: Diablo) یک منطقهٔ مسکونی در ایالات متحده آمریکا است که در شهرستان واتکام، واشینگتن واقع شده‌است. دیابلو ۲۷۳٫۱ متر بالاتر از سطح دریا قرار دارد.